# Fatmir Hasani
Fatmir Hasani (serb. Фатмир Хасани; ur. 1957 w Bujanovacu) – serbski chemik i polityk pochodzenia albańskiego, w latach 2016–2020 deputowany do Zgromadzenia Narodowego Republiki Serbii z ramienia Partii na rzecz Akcji Demokratycznej.